# Broeder Leo

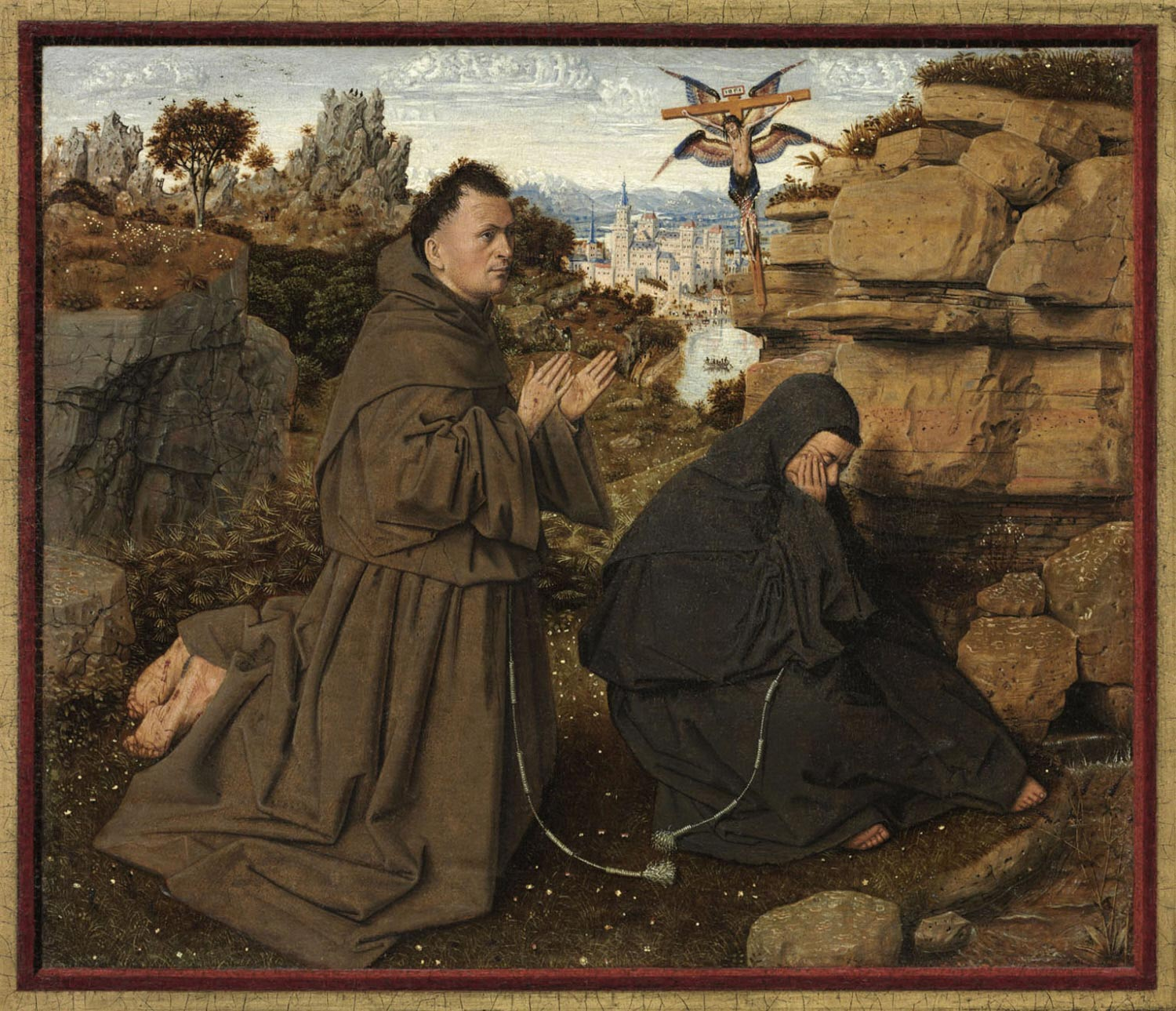
Broeder Leo (rechts, geknield) op het schilderij Stigmatisatie van de H. Franciscus toegeschreven aan Jan van Eyck, Philadelphia Museum of Art.

Broeder Leo (Assisi .. - aldaar, 15 november 1271) was een Franciscaan die als dierbaarste vertrouweling van Sint-Franciscus van Assisi wordt gezien en na diens dood ijverde voor het vasthouden aan zijn ideaal van radicale armoede.

## Metgezel van Franciscus
Het is niet bekend wanneer hij precies is geboren en ook niet wanneer hij Franciscaan werd. 
Volgens sommige schrijvers zou hij in Viterbo geboren zijn. 
Hij hoorde niet bij de eerste twaalf volgelingen van Sint-Franciscus, maar was wel een van de eersten die zich bij de Franciscanen aansloot nadat de eerste regel van de minderbroeders was goedgekeurd en ontwikkelde zich tot de meest dierbare volgeling, secretaris en biechtvader van Sint-Franciscus. Broeder Leo komt voor in meerdere verhalen uit de Fioretti, de bundel die aan het leven en de leer van Franciscus is gewijd. In de laatste levensjaren van Sint Franciscus hoorde broeder Leo tot de kleine kring van zijn naaste vertrouwelingen.

## Strijd voor radicale armoede
Na de dood van Franciscus was Leo een aanvoerder in de eerste fasen van de strijd onder de Franciscanen om aan de regel van radicale armoede vast te houden. Daarmee werd hij de geestelijk vader van de Spiritualen.
Zo kreeg Leo een vooraanstaande rol in het verzet tegen Elias van Cortona. Toen Elias een marmeren vaas liet plaatsen om giften in te zamelen voor het afbouwen van de Sint-Franciscusbasiliek in Assisi, sloeg Leo die in stukken. Als straf hiervoor liet Elias hem geselen. 
Deze ongehoorde maatregel tegen iemand die Franciscus zo dierbaar was geweest maakte de weerstand tegen Elias groter en leidde tot zijn afzetting.

## Schrijver
Leo trok zich terug in een kluizenarij en wijdde zich aan het schrijven van religieuze verhandelingen.
Dat hij zelf de schrijver is van de Speculum perfectionis valt niet overeind te houden, maar er zijn zeker gedeelten die op hem zijn terug te voeren. Een klein boekje met zijn werk, getiteld Scripta Fratris Leonis werd in 1901 verzorgd door Lemmeus. Paul Sabatier heeft alle informatie over Broeder Leo verzameld voor zijn inleiding bij de uitgave van de Speculum Perfectionis' in 1898.

## Laatste levensjaren
De leidende stroming onder de Franciscanen wees zijn opvattingen af en bleef hem  zijn verdere leven op de huid zitten. Leo stond Sint-Clara van Assisi bij op haar sterfbed in 1253. Zelf overleed hij op zeer hoge leeftijd in de Portiuncula.